# Pas Aeropos Edessas
Il Pas Aeropos Edessas è una squadra di pallamano maschile greca con sede ad Edessa.